# Vincent Ledoux
Pour les articles homonymes, voir Ledoux.
 (juillet 2017).
Si vous disposez d'ouvrages ou d'articles de référence ou si vous connaissez des sites web de qualité traitant du thème abordé ici, merci de compléter l'article en donnant les références utiles à sa vérifiabilité et en les liant à la section « Notes et références ».
Vincent Ledoux, né le 21 juin 1966 à Watermael-Boitsfort, est un homme politique français. Maire de Roncq de 2001 à 2017, il est député de la dixième circonscription du Nord depuis 2016, en alternance avec Gérald Darmanin dont il est le suppléant depuis 2022. Son mandat a été interrompu de juin à juillet 2022 puis de juin 2024 à janvier 2025.

## Études et formation
À l'issue d'études primaires et secondaires au l'Institution du Sacré-Cœur de Tourcoing, il obtient en 1983 un baccalauréat B (économique et social). Passionné d'histoire, c'est à l'université catholique de Lille qu'il passe ses deux premières années de formation. En 1987, il passe une maîtrise en histoire médiévale (université Charles-de-Gaulle Lille 3). Il obtient l'année suivante un diplôme d'études approfondies en histoire contemporaine (université Charles-de-Gaulle, Lille 3). Le sujet de son mémoire dirigé par le professeur Yves-Marie Hilaire est « Une ambition chrétienne, intellectuelle et sociale : professeurs aux facultés catholiques de Lille 1874-1914, Les temps héroïques ». Il complète sa formation initiale par des études politiques. Il obtient le diplôme d'études approfondies en sciences politiques (université de Lille 2 droit et santé, 1990) après avoir présenté un mémoire dirigé par Jean-Louis Thiébaut intitulé Démocratie et débat d'idées au RPR - 1988-1990, Étude sur la réforme et les résistances au changement dans une organisation politique.

## Carrière politique
Dans sa jeunesse, il milite au Rassemblement pour la République (RPR), où il exerce durant quelques années le secrétariat dans la dixième circonscription du Nord. De 1994 à 1997, il dirige le cabinet de Christian Vanneste (député du Nord, conseiller municipal de Tourcoing). Lors la campagne pour l'élection présidentielle de 1995, il s'engage en faveur d'Édouard Balladur et co-préside son comité de soutien des jeunes dans le Nord avec un autre jeune de l'Union pour la démocratie française (UDF).
C'est en juin 1995 qu'il fait son entrée au conseil municipal de Roncq et devient adjoint au maire délégué à la culture-fêtes-vie associative. C'est sans étiquette qu'il est élu maire de Roncq en mars 2001 à la tête d’une liste plurielle (« 100 % Roncq »), bien qu’étant assimilé par la préfecture comme divers droite. En 2004, il est candidat aux élections dans le canton de Tourcoing-Nord conquis au deuxième tour par Marie Deroo. Il est à nouveau élu maire de Roncq en 2008 à la tête d'une liste sans étiquette politique (« Ensemble pour Roncq »). En 2001, il est le benjamin du conseil de Lille Métropole Communauté Urbaine (groupe GADEC) dont il devient en 2008, le 23e vice-président, chargé des relations internationales et de la coopération décentralisée (groupe MPC - Métropole Passions Communes). Il est également vice-président de Lille's Agency et Administrateur de Nord France Invest, administrateur du centre hospitalier de Tourcoing, et président du conseil d'administration de l'établissement d'hébergement pour personnes âgées dépendantes (Ehpad) et de l'U.V.A. de RONCQ[Quoi ?].
Après plus d'une dizaine d'années sans engagement dans une formation politique, il rejoint en septembre 2012 Jean-Louis Borloo et l'Union des démocrates et indépendants (UDI), dont il est l'un des membres fondateurs. Il en est membre du conseil national, du bureau départemental du Nord et responsable de la Fédération des élus démocrates et indépendants du Nord (FEDI).
Élu conseiller régional de la nouvelle région Nord-Pas-de-Calais-Picardie, il rejoint le parti Les Républicains (LR) comme membre fondateur en décembre 2015.
Particulièrement impliqué sur les questions de prévention santé, il est aujourd'hui[Quand ?] le porte-parole national du réseau VIF –Vivons en Forme, ainsi que le vice-président de l'Institut des Rencontres de la Forme (IRF). Il participe également au Think-Tank Ecolo-Ethik, pour l'innovation écologique, indépendant et transpartisan, co-présidé par Chantal Jouanno, Laurence Vichnievsky et David Lefranc.
À la suite de la démission de Gérald Darmanin en janvier 2016, il est élu député de la dixième circonscription du Nord le 20 mars 2016.
Il soutient Nicolas Sarkozy pour la primaire présidentielle des Républicains de 2016.
Le 3 mars 2017, dans le cadre de l'affaire Fillon, il lâche le candidat LR François Fillon à l'élection présidentielle.
Le 18 juin 2017, il est réélu député de la dixième circonscription du Nord avec 55,93% des voix face à la candidate Sophie Taïeb de la République en marche,.
Il rejoint Agir à sa fondation en 2017, parti issu de LR et soutien du gouvernement Édouard Philippe.
En 2020, il participe à la création du groupe parlementaire Agir ensemble à l'Assemblée nationale, situé dans la majorité.
Il remplace à nouveau Gérald Darmanin à l'Assemblée nationale en juillet 2022. Il rejoint le Groupe Renaissance.
A la suite de la dissolution du 9 juin 2024, il repart en campagne derrière Gérald Darmanin, toujours en suppléant, sur la dixième circonscription du Nord. Son mandat se termine après la réélection de Gérald Darmaninqui n'est pas reconduit dans le nouveau gouvernement de Michel Barnier. 

### Activité législative
Fin octobre 2017, il relaie à l'Assemblée nationale, avec des députés LR, un amendement portant sur la fiscalité des entrepôts et fourni par le Medef et la Confédération des petites et moyennes entreprises,,.
Missionné par le gouvernement pour étudier le phénomène de retrait-gonflement des argiles, il remet son rapport en octobre 2023 dans lequel il propose une série de mesures pour faire face aux conséquences de ce phénomène,.